# Всеядность

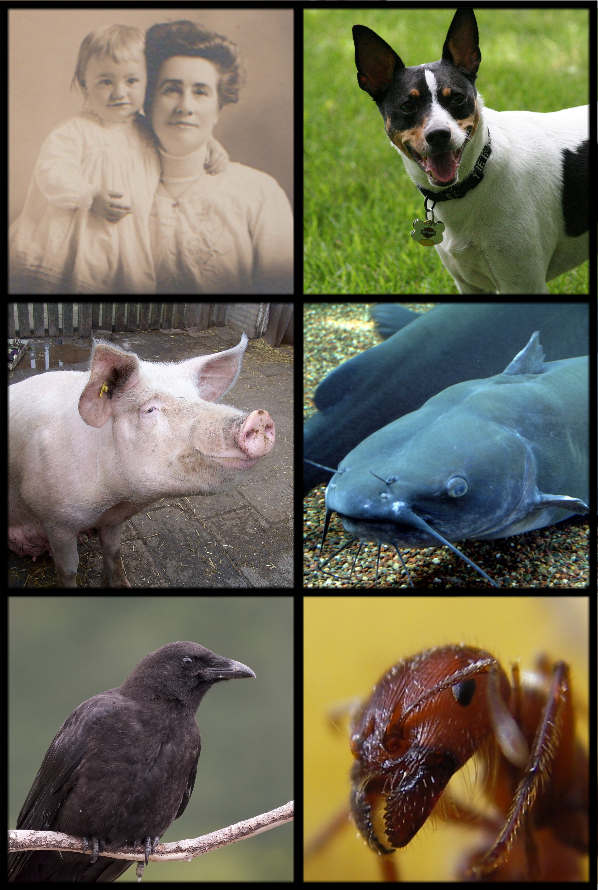
Примеры всеядных животных.
1-й ряд: человек разумный и собака
2-й ряд: домашняя свинья и лягушковый клариевый сом
3-й ряд: американский ворон и мясной муравей

Всея́дность (лат. omnivore или лат. omniphagae), или эврифагия (от др.-греч. εὐρύς — «широкий» + φάγος — «любитель поесть»), или пантофагия (от греч. pán, род. падеж pantós — «всё» и phagéin — «есть», «пожирать»), или миксофагия (от греч. μῖξις — «смешение» и φάγος), — способность животных употреблять наиболее широкий спектр организмов: растительную, животную или грибную пищу. Является крайней степенью полифагии.
Впервые «всеядность» как характеристика некоторых видов животных введена Аристотелем в «Истории животных»: «Медведь — животное всеядное».
Некоторые из всеядных животных в состоянии употреблять падаль. Всеядных животных невозможно отнести к какому-либо одному трофическому уровню, поэтому считается, что такие организмы представляют сразу несколько трофических уровней, а их участие в каждом из уровней пропорционально составу их диеты.

## Животные
Несмотря на то, что учёные и прочие наблюдатели фиксировали моменты, когда типично травоядные животные могли поедать мясо или наоборот, это не выступает поводом для того, чтобы начать причислять этих животных к всеядным видам. Определение «Всеядность» прежде всего применяется к тем животным, которые эволюционно адаптированы питаться растительной и белковой пищей и от этого зависит их выживаемость. Некоторые исследователи считают, что эволюционный переход из травоядности к плотоядности происходит крайне редко, чаще всего их предковые виды были всеядными. 

### Млекопитающие
В дикой природе встречается множество всеядных млекопитающих — гоминиды, свиные, барсуки, медвежьи, оленьковые, ежовые, опоссумы, скунсы, ленивцы, белки, еноты, бурундуки, мыши, крысы и другие.
Почти все медведи всеядны, тем не менее диета у разных видов может варьироваться от почти полностью растительной (панда) до полностью плотоядной (белый медведь). Псовые, включая  волков, собак, динго и койотов также периодически употребляют растительную пищу, тем не менее мясо по-прежнему составляет большую часть их рациона. Исключение — гривистый волк, который употребляет до 50% растительной пищи.
Хотя большинство млекопитающих могут демонстрировать «всеядное» поведение, это однако зависит от нынешних условий питания, времени года. В целом же животные предпочитают употреблять то, к чему приспособлена их пищеварительная система. Например белки, как древесный вид предпочитают питаться орехами и семенами, но тем не менее они с удовольствием будут поедать насекомых, птенцов и яйца в определённые сезоны.
Рацион шимпанзе состоит в основном из фруктов, зелени, семян, орехов, а животная пища составляет не более 5 %. Однако шимпанзе активно поедают насекомых (муравьёв, термитов), лакомятся птичьими яйцами, птенцами, иногда мелкими млекопитающими. Их жертвами, например, в Танзании, были 15 видов млекопитающих и 9 видов птиц. Среди этих жертв и приматы: мартышки, колобусы, молодые павианы, полуобезьяны галаго и потто. Шимпанзе допускают и каннибализм, то есть поедание особей своего вида.

### Другие виды
Большинство птиц всеядны. Рацион разных видов состоит из ягод, нектара, семян, насекомых, червей, рыб и мелких грызунов. Например это аисты, журавли, казуары, куры, вороны. Всеядность характерна для черепах, разные виды больше тяготеют к плотоядности или растительной пище.
Довольно часто травоядные виды могут поедать небольшое количество  животной пищи при её доступности. Например, всеядные или травоядные виды птиц кормят своих птенцов насекомыми, так как белковая пища требуется для роста птенцов. Птицы, питающиеся нектаром, также часто употребляют в пищу насекомых, которых они находят в цветах, так как это позволяет им получать необходимые элементы кобальт/витамин b12, которые невозможно получить, питаясь одним нектаром. Аналогично многие виды обезьян предпочитают питаться плодами, заражёнными личинками и червями.

## Всеядность человека
Для человека характерна всеядность, что продиктовано в том числе и строением его пищеварительной системы, с характерными чертами для всеядных млекопитающих.
Кроме того, человек способен употреблять в пищу и благополучно переваривать сырое, не обработанное термически, мясо животных (примером тому могут служить кухня народов Севера, для которой характерно употребление сырого мяса и рыбы в свежем, замороженном или сушеном виде, японская кухня, в которой также распространено употребление сырой рыбы и морепродуктов, итальянское карпаччо и др.).